# 奧布諾拉河

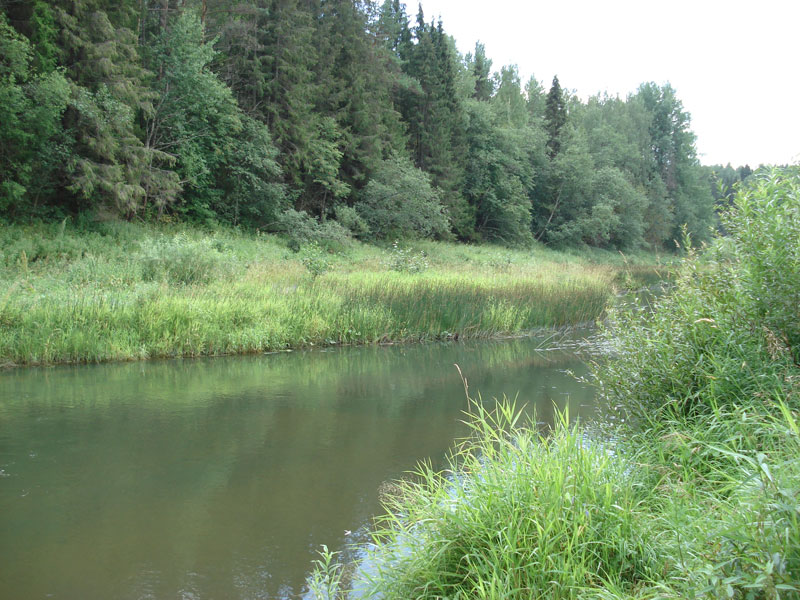
奧布諾拉河

奧布諾拉河是俄羅斯的河流，位於沃洛格達州和雅羅斯拉夫爾州，屬於科斯特羅馬河的右支流，河道全長132公里，流域面積2,440平方公里，河畔城鎮有柳比姆。